# Chiostro di Poggioreale

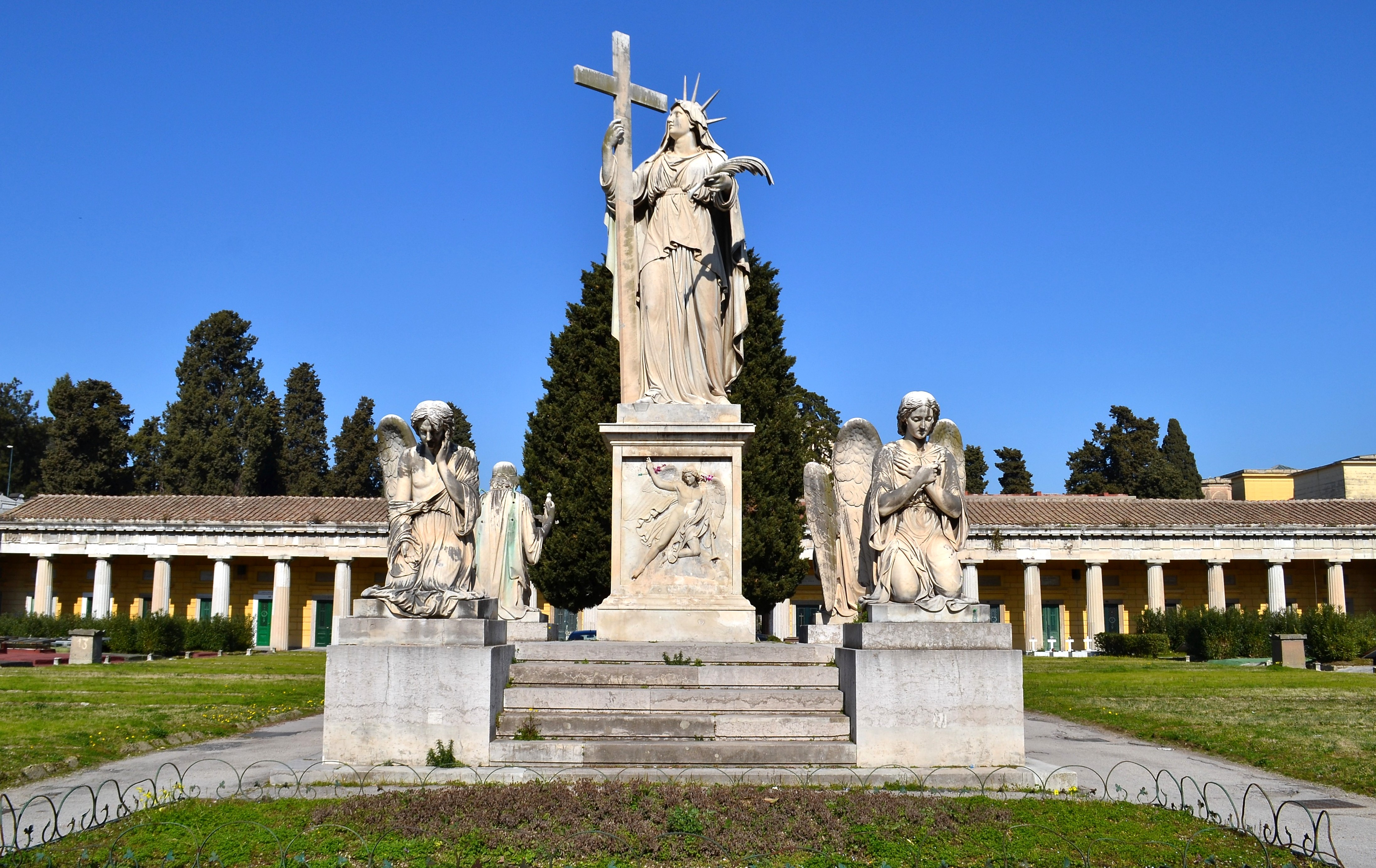
La statua della Religione al centro del chiostro grande

Il chiostro di Poggioreale è uno dei chiostri monumentali di Napoli; è inglobato nel cimitero monumentale, la parte più antica e artisticamente importante del cimitero di Poggioreale, sito nella zona orientale della città.
Per la verità il cimitero di Poggioreale possiede tre chiostri: il chiostro grande (o maggiore) e due chiostri minori, che non posseggono nessuna caratteristica peculiare, se non la presenza di alcune cappelle. Per questo si considera in generale soltanto il primo, più grande e più importante per il suo aspetto architettonico e artistico.

## Storia
I due chiostri minori furono progettati dall'architetto Francesco Maresca e realizzati entro il 1821, anno in cui subì una paralisi, mentre il chiostro grande venne realizzato nel periodo seguente a quello della dominazione francese alle spalle della chiesa madre su disegno di Luigi Malesci e Ciro Cuciniello e completato nel 1837 per volontà di Ferdinando II.
Tecnicamente, l'intera struttura è servita come luogo di sepoltura per i membri di casate nobiliari, delle confraternite e delle congreghe religiose.

## Architettura
Il chiostro grande è una rarissima testimonianza di architettura claustrale realizzata secondo l'impronta neoclassica. È costituito da un elevato numero di cappelle gentilizie che sono collocate sotto il portico; questo disegna un vasto rettangolo di considerevoli dimensioni, lungo 126 metri e largo 102. 
È sicuramente uno dei più monumentali della città: è caratterizzato da cento colonnine di stile dorico e, al centro di esso, su di una base di circa tre metri, si erge imperiosa la grande statua opera di Tito Angelini, la Religione, scolpita nel 1836 e inaugurata il 30 settembre 1845 In occasione del settimo congresso degli scienziati italiani. Essa, alta circa cinque metri, ha anticipato, nell'insieme, la notissima Statua della Libertà newyorkese.
I chiostri minori si trovano a sud di quello grande, incorniciando il sagrato della chiesa madre.